# Bauer Watertechnology Cup 2010
Il Bauer Watertechnology Cup 2010 è un torneo professionistico di tennis maschile giocato sul sintetico indoor, che faceva parte dell'ATP Challenger Tour 2010. Si è giocato ad Eckental in Germania dal 1° al 7 novembre 2010.

## Partecipanti

### Teste di serie
| Nazionalità | Giocatore         | Ranking* | Testa di serie |
| ----------- | ----------------- | -------- | -------------- |
| Germania    | Dustin Brown      | 102      | 1              |
| Slovenia    | Blaž Kavčič       | 111      | 2              |
| Belgio      | Steve Darcis      | 112      | 3              |
| Bulgaria    | Grigor Dimitrov   | 114      | 4              |
| Italia      | Simone Bolelli    | 115      | 5              |
| Lituania    | Ričardas Berankis | 117      | 6              |
| Paesi Bassi | Jesse Huta Galung | 120      | 7              |
| Germania    | Denis Gremelmayr  | 130      | 8              |

- Ranking al 25 ottobre 2010.

### Altri partecipanti
Giocatori che hanno ricevuto una wild card:
- Matthias Bachinger
- Lado Čichladze
- Jan-Lennard Struff
- Marcel Zimmermann

Giocatori passati dalle qualificazioni:
- Alex Bogdanović
- Marius Copil
- Farruch Dustov
- Bastian Knittel
- Frederik Nielsen (Lucky loser)

## Campioni

### Singolare
Igor Sijsling ha battuto in finale  Ruben Bemelmans, 3–6, 6–2, 6–3

### Doppio
Scott Lipsky /  Rajeev Ram hanno battuto in finale  Sanchai Ratiwatana /  Sonchat Ratiwatana, 6(2)–7, 6–4, [10–4]